# Friwo Gerätebau
Die Friwo Gerätebau GmbH (Eigenschreibweise FRIWO Gerätebau) ist ein deutsches Unternehmen mit Hauptsitz in Ostbevern. Sie ist ein weltweiter Anbieter von Ladegeräten, Akkupacks, Stromversorgungen, LED-Treibern und elektrischen Antriebslösungen. Außerdem betätigt sich das Unternehmen als Elektronikdienstleister und bietet elektronische Entwicklungs- und Fertigungsdienstleistungen (EMS) im europäischen Raum an.

## Geschichte

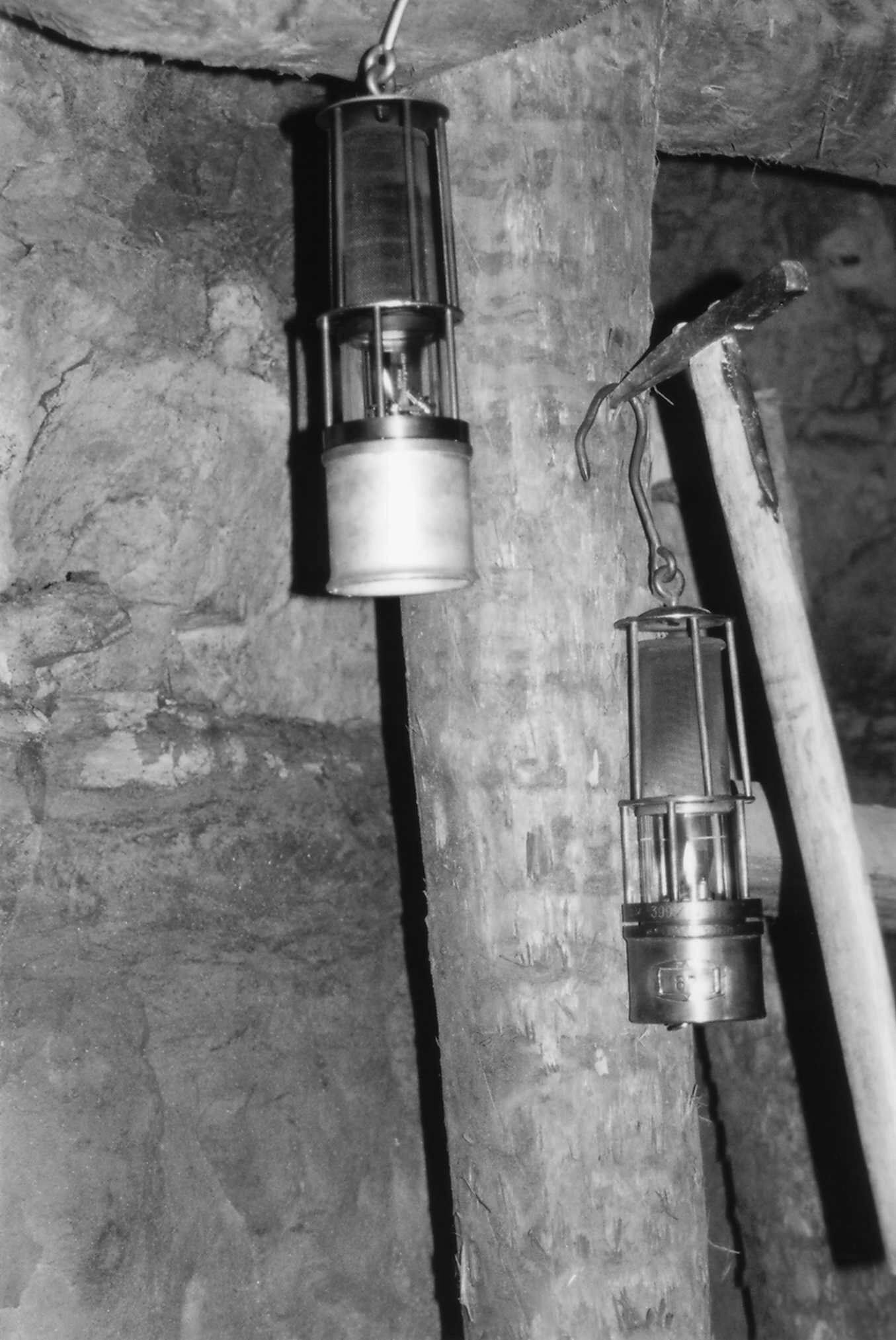
V.l.: Friemann&Wolf Duisburg 20502; EM Ciesczyn LB-1

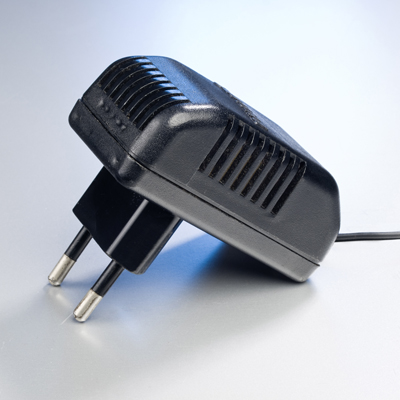
Steckernetzgerät von Friwo

Die Marken- und Firmenbezeichnung Friwo geht auf das 1881 von Carl Wolf im westsächsischen Zwickau gegründeten Unternehmen Friemann & Wolf zurück. Mit der Erfindung der Benzinsicherheitsgrubenlampe für den Steinkohlenbergbau wurde Friemann & Wolf gegen Ende des neunzehnten Jahrhunderts eines der ersten, global agierenden Unternehmen Deutschlands.
Nach dem Zweiten Weltkrieg wurde das Unternehmen als Rüstungshersteller in der sowjetischen Besatzungszone entschädigungslos enteignet. Aus der Zweigniederlassung Duisburg entstand der neue Stammsitz von Friemann & Wolf im Westen Deutschlands. Im Jahr 1971 wurde die Friwo Gerätebau GmbH (FWGB) in Duisburg ausgegründet und gleichzeitig ein Produktionsbetrieb in Ostbevern erworben. Mit dieser Gründung schuf sich der bisherige Grubenlampen- und Bergbauzubehörhersteller Friemann & Wolf ein neues Geschäftsfeld. Im gleichen Jahr folgten bereits die Entwicklung und der Fertigungsanlauf des ersten Steckernetzgerätes der Welt.
1973 überschritten die Umsatzerlöse die Marke von 10 Mio. DM und es wurden bereits rund 5000 Geräte pro Tag gefertigt. 1979 wurde ein eigenes Gebäude für die Entwicklungsabteilung errichtet. 1981 konnte das Unternehmen mit bis dato 20 Millionen verkauften Steckernetzteilen und Ladegeräten einen Marktanteil von 60 Prozent und somit die Marktführerschaft erreichen.
Im Jahr 1983 wurde Friemann & Wolf und damit auch die Friwo Gerätebau von der CEAG gekauft. Unter dem Dach der CEAG stieg der Exportanteil der weiterhin unter dem Markennamen Friwo vertriebenen Geräte im Jahr 1984 auf 55 Prozent. 1990 stärkte Friwo seine globalen Ambitionen durch die Gründung der Friwo North America in Frederick/USA und der Friwo Far East Ltd. mit Fertigungsstätten in Shenzhen. Im Jahr 2001 führte sie ihre Internationalisierung mit der Eröffnung der Friwo Tokio in Japan und der Friwo São Paulo in Brasilien fort.
Auch der Umsatz konnte Ende der 1980er Jahre gesteigert werden: Nach rund 48 Mio. DM im Jahr 1986 erreichte er nur vier Jahre später ein Jahresvolumen von 100 Mio. DM. 1991 wurde der Mitbewerber Bartec-Compit gekauft. 1993 wurde das erste Ladegerät für NiMH-Batterien entwickelt. Ebenfalls 1993 fusionierte Friwo mit seiner Tochter Silberkraft Lichtakkumulatoren GmbH zur Friwo Silberkraft GmbH. 1994 wurde die Grubenlampenherstellung eingestellt.
1997 wurde Silberkraft Lichtakkumulatoren von Exide übernommen, während die Friwo Gerätebau GmbH bei der CEAG verblieb. Das Unternehmen war mit einem Anteil von rund 25 % Weltmarktführer bei Handyladegeräten.
Im Jahr 2002 wurde das Geschäft von Friwo in zwei Geschäftsbereiche unterteilt, Friwo Mobile Power (FMP) und Friwo Power Solutions (FPS). Drei Jahre nach dieser Aufteilung und zehn Jahre nach der Fertigung und dem Verkauf des 100millionsten Gerätes überschritt Friwo im Jahre 2005 die Gesamtabsatzmenge von einer Milliarde Geräten.
Im Jahr 2008 wurde zunächst der Geschäftsbereich Friwo Mobile Power (nunmehr Flextronics Power) verkauft, dann erwarb die Cardea Holding GmbH, eine Tochtergesellschaft der VTC Industrieholding GmbH, 76,8 Prozent der CEAG-Aktien von der Delton AG.
Am 25. Mai 2009 wurde die CEAG in FRIWO AG umbenannt.
2010 stieg das Unternehmen in die Fertigung von LED-Treibern ein, 2014 folgte die Fertigung von Akkupacks.
2016 wurde in Dong Nai eine eigene Fertigung in Vietnam eröffnet. Im gleichen Jahr erwarb Friwo eine Wandler und Drosselfertigung in der Nähe der vietnamesischen Stadt Ho-Chi-Min. Im Dezember 2018 übernahm Friwo Emerge Engineering, einen Entwickler und Hersteller von Komponenten für elektrische Antriebe.

## Unternehmenstruktur
FRIWO, ein Tochterunternehmen der im General Standard notierten FRIWO AG, entwickelt, fertigt und vertreibt unter dem Markennamen Friwo LED-Treiber, Netz- und Ladegeräte für ein breites Spektrum an Applikationen, Akkupacks und elektrische Antriebe. Bedient werden Kunden aus den Märkten LED-Beleuchtungstechnik, Elektromobilität, Power Tools, hochwertige Konsumergeräte, Medizintechnik und Industrieautomatisierung. Hauptgesellschafter der FRIWO AG ist eine Tochtergesellschaft der VTC Industrieholding GmbH & Co. KG, München.
Friwo Gerätebau wurde 1971 gegründet und entwickelte Steckernetzgeräte. Von anfangs 5.000 produzierten Geräten pro Tag über 35.000 Stück/Tag im Jahr 1988 entwickelte sich Friwo zu einem der größten Hersteller in diesem Bereich. Im Jahr 2005 wurde die Ausbringungsmenge von einer Milliarde Geräten überschritten.
Friwo ist mit eigenen Entwicklungs-, Fertigungs- und Vertriebseinheiten weltweit präsent. Das Unternehmen vertreibt EuP und Energy-Star-konforme Netz- und Ladegeräte sowie LED-Treiber im Leistungsbereich von 1 bis 1.000 Watt als plattform- und kundenspezifische Konzepte.
Zudem bietet Friwo seinen Kunden im europäischen Raum E²MS-Dienstleistungen (Electronics Engineering and Manufacturing Services). Hierunter sind elektronische Entwicklungsdienstleistungen (Electronics Engineering Services / EES) sowie Fertigungsdienstleistungen (Electronics Manufacturing Services / EMS) zu verstehen. Seit 2015 verfügt das Unternehmen über eine Fertigungsstätte in Vietnam sowie einen Onlineshop.

## Standorte

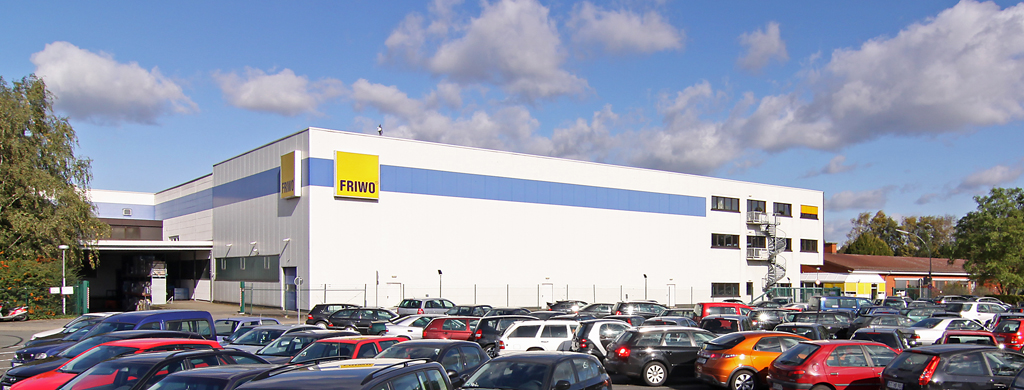
Firmengelände in Ostbevern

- Ostbevern, Deutschland (Unternehmenssitz mit Fertigung, Entwicklung und Verwaltung)
- Dresden, Deutschland (F&E E-Mobility)
- Dong Nai, Vietnam (Fertigung)
- Ho-Chi-Minh-Stadt Vietnam (Wandler und Drosselfertigung)
- Shenzhen, China (Verkaufsbüro, Entwicklung und Materialeinkauf)
- Bengaluru, Indien (Fertigung)
- Chagrin Falls, Ohio, USA (Vertrieb)

## Belege
1. 1 2 3  Management. Friwo, abgerufen am 9. Januar 2025.
2. 1 2  Geschäftsbericht 2022. (PDF) Friwo, abgerufen am 6. Juni 2023.
3. ↑  Hermann Simon: Hidden Champions des 21. Jahrhunderts. Campus, 2007, ISBN 978-3-593-38380-4, S. 18 (eingeschränkte Vorschau in der Google-Buchsuche [abgerufen am 28. Mai 2015]).
4. ↑  Corinna Wnuck: CEAG verkauft Geschäftseinheit Friwo Mobile Power - Finance Magazin. In: finance-magazin.de. 8. Februar 2008, ehemals im Original (nicht mehr online verfügbar); abgerufen am 3. Januar 2015. (Seite nicht mehr abrufbar. Suche in Webarchiven)
5. ↑  Friwo Group Firmenprofil + Adresse. In: wer-zu-wem.de. Abgerufen am 3. Januar 2015.
6. ↑  https://www.friwo.de/de/aktuelles/aktuelles-einzel/ladegeraete-und-akkupacks-vom-systemanbieter-loesungen-aus-einer-hand/e9677537d65e54acecca16028a29c9c7/@1@2Vorlage:Toter+Link/www.friwo.de+(Seite+nicht+mehr+abrufbar,+festgestellt+im+April+2019.+Suche+in+Webarchiven) Datei:Pictogram+voting+info.svg Info:+Der+Link+wurde+automatisch+als+defekt+markiert.+Bitte+prüfe+den+Link+gemäß+Anleitung+und+entferne+dann+diesen+Hinweis.
7. ↑  https://www.friwo.de/de/aktuelles/aktuelles-einzel/grand-opening/fb4557890a9f8960313f7c6d5607c7c5/@1@2Vorlage:Toter+Link/www.friwo.de+(Seite+nicht+mehr+abrufbar,+festgestellt+im+April+2019.+Suche+in+Webarchiven) Datei:Pictogram+voting+info.svg Info:+Der+Link+wurde+automatisch+als+defekt+markiert.+Bitte+prüfe+den+Link+gemäß+Anleitung+und+entferne+dann+diesen+Hinweis.
8. ↑  Archivierte Kopie (Memento des Originals vom 22. Dezember 2016 im Internet Archive)  Info: Der Archivlink wurde automatisch eingesetzt und noch nicht geprüft. Bitte prüfe Original- und Archivlink gemäß Anleitung und entferne dann diesen Hinweis.
9. ↑  Hersteller von hochwertigen Stromversorgungs- und Ladegeräten übernimmt 100 Prozent an Emerge-Engineering GmbH
10. ↑  Der fast schon unheimliche Kursanstieg der Friwo-Aktie. In: boersengefluester.de. 26. April 2013, abgerufen am 3. Januar 2015.
11. ↑  Firmengeschichte. Friwo, ehemals im Original (nicht mehr online verfügbar); abgerufen am 19. März 2020. (Seite nicht mehr abrufbar. Suche in Webarchiven)  Info: Der Link wurde automatisch als defekt markiert. Bitte prüfe den Link gemäß Anleitung und entferne dann diesen Hinweis.
12. ↑  Weltmarktführer: „Die größten Globalisierungsgewinner“. In: manager-magazin.de. 13. November 2007, abgerufen am 3. Januar 2015.
13. ↑  Vertrieb. Friwo, abgerufen am 19. März 2020.
14. ↑  FRIWO EMS. Abgerufen am 19. März 2020.
15. ↑  FRIWO errichtet eigene Fertigungsstätte in Asien. In: friwo.de. 14. August 2015, ehemals im Original (nicht mehr online verfügbar); abgerufen am 12. Januar 2016. (Seite nicht mehr abrufbar. Suche in Webarchiven)  Info: Der Link wurde automatisch als defekt markiert. Bitte prüfe den Link gemäß Anleitung und entferne dann diesen Hinweis.
16. ↑  Stromversorgungen, Ladegeräte und LED-Treiber bequem online kaufen – direkt vom Hersteller. In: friwo.de. 28. März 2015, ehemals im Original (nicht mehr online verfügbar); abgerufen am 12. Januar 2016. (Seite nicht mehr abrufbar. Suche in Webarchiven)  Info: Der Link wurde automatisch als defekt markiert. Bitte prüfe den Link gemäß Anleitung und entferne dann diesen Hinweis.